# Sixtus (Bischof)

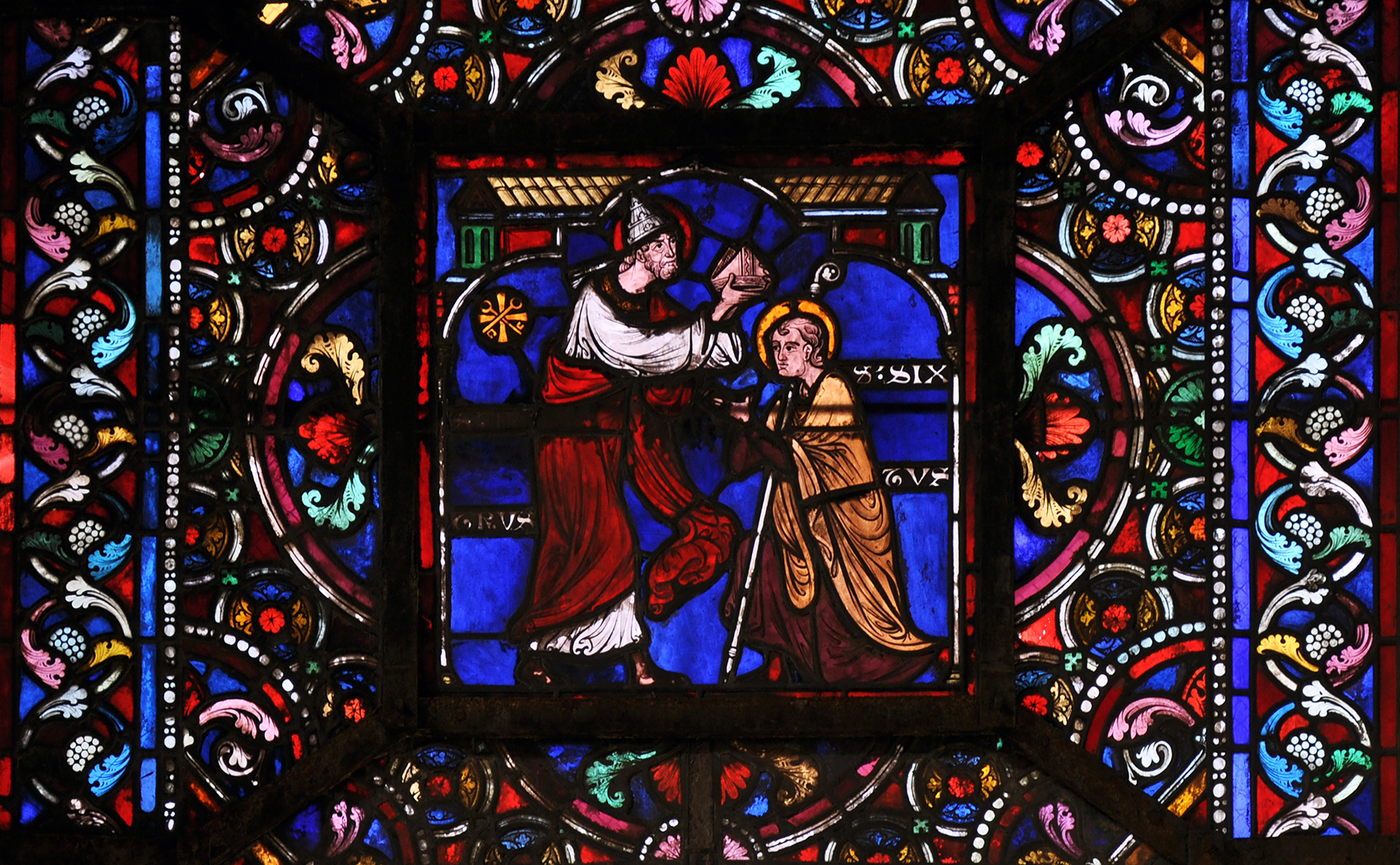
Bildfenster in der Kathedrale von Soissons: Der Apostel Petrus weiht Sixtus zum Bischof

Sixtus von Reims († angeblich 1. September 67) war der Tradition nach ein Schüler des Apostels Petrus, der ihn zum ersten Bischof von Reims ernannt und im Jahr 57 entsandt haben soll.

## Leben und Legende
Nachdem Sixtus mit dem befreundeten Sinnicius (Sinnitus, Sinnitius), einem Römer, der ebenfalls Schüler von Petrus war und zweiter Bischof von Reims wurde, die Stadt erreicht hatte, soll er dort das Erzbistum errichtet haben.
Dabei dürfte es sich jedoch nur um eine Fiktion handeln, die eine direkte Sukzession von den Aposteln herstellt. Wahrscheinlich lebte Sixtus etwa in der Mitte des 3. Jahrhunderts.

## Reliquientranslationen
Die Gebeine der beiden Römer wurden im Jahr 920 von Erzbischof Herive in die Kirche Saint-Remi übertragen.
Bereits im 9. Jahrhundert stattete der aus der Picardie stammende Ansgar seine junge Hamburger Bischofskirche mit Reliquien der beiden Reimser Bischöfe aus. 845 brachte er sich und die Reliquien in Ramelsloh vor den Dänen in Sicherheit und legte damit den Grundstein für das dortige Männerstift St. Sixtus und Sinnitius. Demselben Patrozinium unterstellte er die Mutterkirche des Wangerlands St. Sixtus und Sinicius.